# Chasing Coral
Pour plus de détails, voir Fiche technique et Distribution.
Chasing Coral est un film documentaire américain de 2017 sur une équipe de plongeurs, de scientifiques et de photographes du monde entier qui documente la disparition des récifs coralliens. Chasing Coral est produit par Exposure Labs et réalisé par Jeff Orlowski. Il est présenté en première au Festival du film de Sundance 2017 et est sorti dans le monde entier sur Netflix en tant que documentaire original Netflix en juillet 2017. Jeff Orlowski a déjà réalisé le film Chasing Ice en 2012, qui partage une intrigue similaire à Chasing Coral.

## Fiche technique
- Titre : Chasing Coral
- Réalisation : Jeff Orlowski-Yang
- Scénario : Davis Coombe, Vickie Curtis et Jeff Orlowski-Yang
- Musique : Saul Simon MacWilliams et Dan Romer
- Photographie : Andrew Ackerman et Jeff Orlowski-Yang
- Montage : Davis Coombe
- Production : Jeff Orlowski-Yang et Larissa Rhodes
- Société de production : Argent Pictures, Code Blue Foundation, EarthSense Foundation, Exposure Labs, Sustainable Films et The Kendeda Fund
- Pays :  États-Unis
- Genre : Documentaire
- Durée : 93 minutes
- Dates de sortie : 
  -  États-Unis : 21 janvier 2017 (Festival du film de Sundance)

## Bande sonore
Saul Simon MacWilliams et Dan Romer composent la musique du film. Romer co-écrit également une chanson originale, "Tell Me How Long", mettant en vedette Kristen Bell.

## Réception
Le film remporte le prix du public du documentaire américain au Sundance Film Festival 2017.